# Tilapia snyderae
Coptodon snyderae là một loài cá thuộc họ Cichlidae. Nó là loài đặc hữu của hồ Bermin ở Cameroon.